# Liste der Nummer-eins-R&B-Alben in den USA (1992)
Dies ist eine Liste der Nummer-eins-Alben in den von Billboard ermittelten Verkaufscharts für R&B-Alben in den USA im Jahr 1992. In diesem Jahr gab es dreizehn Nummer-eins-Alben.
| ← 1991 ← | Liste der Nummer-eins-R&B-Alben in den USA | Liste der Nummer-eins-R&B-Alben in den USA | Liste der Nummer-eins-R&B-Alben in den USA | 1993 →                    |
| \| Zeitraum \| Wo. ges. \| Interpret \| Titel \| Zusätzliche Informationen \| \| (Zeitraum, Wochen auf Platz eins, Interpret, Titel, zusätzliche Informationen) \| \| \| \| \| \| ------------------------------------------------------------------------------ \| -------- \| ---------------------------------- \| -------------------------------------------- \| ------------------------- \| \| 28. Dezember 1991 – 3. Januar 1992 1 Woche (insgesamt 3) \| 3 \| Ice Cube \| Death Certificate[1] \| – \| \| 4. Januar 1992 – 31. Januar 1992 4 Wochen (insgesamt 4) \| 4 \| Michael Jackson \| Dangerous[2] \| – \| \| 1. Februar 1992 – 21. Februar 1992 3 Wochen (insgesamt 3) \| 3 \| Keith Sweat \| Keep It Comin'[3] \| – \| \| 22. Februar 1992 – 17. April 1992 8 Wochen (insgesamt 12) \| 12 \| Michael Jackson \| Dangerous \| – \| \| 18. April 1992 – 1. Mai 1992 2 Wochen (insgesamt 2) \| 2 \| Gerald Levert \| Private Line[4] \| – \| \| 2. Mai 1992 – 8. Mai 1992 1 Woche (insgesamt 1) \| 1 \| Vanessa Williams \| The Comfort Zone[5] \| – \| \| 9. Mai 1992 – 22. Mai 1992 2 Wochen (insgesamt 2) \| 2 \| En Vogue \| Funky Divas[6] \| – \| \| 23. Mai 1992 – 19. Juni 1992 4 Wochen (insgesamt 4) \| 4 \| Kris Kross \| Totally Krossed Out[7] \| – \| \| 20. Juni 1992 – 24. Juli 1992 5 Wochen (insgesamt 5) \| 5 \| Das EFX \| Dead Serious[8] \| – \| \| 25. Juli 1992 – 7. August 1992 2 Wochen (insgesamt 6) \| 6 \| Kris Kross \| Totally Krossed Out \| – \| \| 8. August 1992 – 2. Oktober 1992 8 Wochen (insgesamt 8) \| 8 \| Original Motion Picture Soundtrack \| Boomerang[9] \| – \| \| 3. Oktober 1992 – 6. November 1992 5 Wochen (insgesamt 5) \| 5 \| Mary J. Blige \| What’s the 411?[10] \| – \| \| 7. November 1992 – 13. November 1992 1 Woche (insgesamt 1) \| 1 \| Bobby Brown \| Bobby[11] \| – \| \| 14. November 1992 – 20. November 1992 1 Woche (insgesamt 6) \| 6 \| Mary J. Blige \| What’s the 411? \| – \| \| 21. November 1992 – 27. November 1992 1 Woche (insgesamt 2) \| 2 \| Bobby Brown \| Bobby \| – \| \| 28. November 1992 – 4. Dezember 1992 1 Woche (insgesamt 7) \| 7 \| Mary J. Blige \| What’s the 411? \| – \| \| 5. Dezember 1992 – 11. November 1992 50 Wochen (insgesamt 1) \| 1 \| Ice Cube \| The Predator[12] \| – \| \| 12. Dezember 1992 – 25. Dezember 1992 2 Wochen (insgesamt 2) \| 2 \| Original Motion Picture Soundtrack \| The Bodyguard: Original Soundtrack Album[13] \| – \| |                                            |                                            |                                            |                           |
| ← 1991 |                                            |                                            |                                            | → 1993 →                  |
| Zeitraum | Wo. ges.                                   | Interpret                                  | Titel                                      | Zusätzliche Informationen |
| (Zeitraum, Wochen auf Platz eins, Interpret, Titel, zusätzliche Informationen) |                                            |                                            |                                            |                           |
| 28. Dezember 1991 – 3. Januar 1992 1 Woche (insgesamt 3) | 3                                          | Ice Cube                                   | Death Certificate                          | –                         |
| 4. Januar 1992 – 31. Januar 1992 4 Wochen (insgesamt 4) | 4                                          | Michael Jackson                            | Dangerous                                  | –                         |
| 1. Februar 1992 – 21. Februar 1992 3 Wochen (insgesamt 3) | 3                                          | Keith Sweat                                | Keep It Comin'                             | –                         |
| 22. Februar 1992 – 17. April 1992 8 Wochen (insgesamt 12) | 12                                         | Michael Jackson                            | Dangerous                                  | –                         |
| 18. April 1992 – 1. Mai 1992 2 Wochen (insgesamt 2) | 2                                          | Gerald Levert                              | Private Line                               | –                         |
| 2. Mai 1992 – 8. Mai 1992 1 Woche (insgesamt 1) | 1                                          | Vanessa Williams                           | The Comfort Zone                           | –                         |
| 9. Mai 1992 – 22. Mai 1992 2 Wochen (insgesamt 2) | 2                                          | En Vogue                                   | Funky Divas                                | –                         |
| 23. Mai 1992 – 19. Juni 1992 4 Wochen (insgesamt 4) | 4                                          | Kris Kross                                 | Totally Krossed Out                        | –                         |
| 20. Juni 1992 – 24. Juli 1992 5 Wochen (insgesamt 5) | 5                                          | Das EFX                                    | Dead Serious                               | –                         |
| 25. Juli 1992 – 7. August 1992 2 Wochen (insgesamt 6) | 6                                          | Kris Kross                                 | Totally Krossed Out                        | –                         |
| 8. August 1992 – 2. Oktober 1992 8 Wochen (insgesamt 8) | 8                                          | Original Motion Picture Soundtrack         | Boomerang                                  | –                         |
| 3. Oktober 1992 – 6. November 1992 5 Wochen (insgesamt 5) | 5                                          | Mary J. Blige                              | What’s the 411?                            | –                         |
| 7. November 1992 – 13. November 1992 1 Woche (insgesamt 1) | 1                                          | Bobby Brown                                | Bobby                                      | –                         |
| 14. November 1992 – 20. November 1992 1 Woche (insgesamt 6) | 6                                          | Mary J. Blige                              | What’s the 411?                            | –                         |
| 21. November 1992 – 27. November 1992 1 Woche (insgesamt 2) | 2                                          | Bobby Brown                                | Bobby                                      | –                         |
| 28. November 1992 – 4. Dezember 1992 1 Woche (insgesamt 7) | 7                                          | Mary J. Blige                              | What’s the 411?                            | –                         |
| 5. Dezember 1992 – 11. November 1992 50 Wochen (insgesamt 1) | 1                                          | Ice Cube                                   | The Predator                               | –                         |
| 12. Dezember 1992 – 25. Dezember 1992 2 Wochen (insgesamt 2) | 2                                          | Original Motion Picture Soundtrack         | The Bodyguard: Original Soundtrack Album   | –                         |